# Gutschein

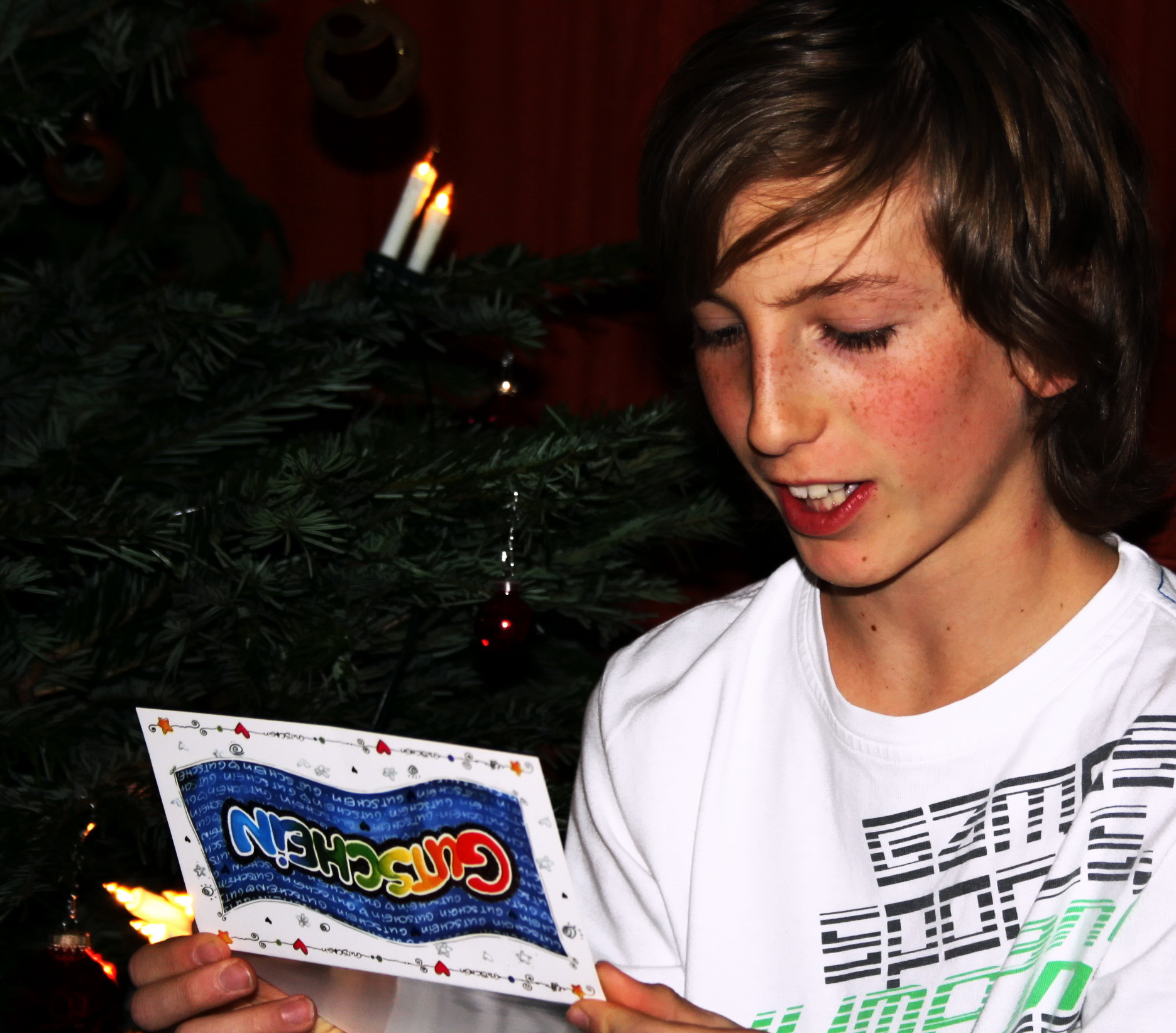
Person mit Geschenkgutschein

Ein Gutschein ist ein Wertzeichen, dessen Aussteller dem Inhaber einen Anspruch auf eine Leistung verschafft.

## Allgemeines
Zum Erwerb von Geschenkgutscheinen, Konsumgutscheinen und Reisegutscheinen (englisch voucher) muss dessen Nennwert entrichtet werden. Ein Reisegutschein wird beispielsweise nach der Bezahlung einer touristischen Dienstleistung, etwa eines Hotelaufenthalts oder eines Ausflugs, ausgehändigt und berechtigt den namentlich genannten Inhaber zur Inanspruchnahme dieser Leistung, ohne dass er dabei weitere Zahlungen zu erbringen hätte.
In diesen Fällen handelt es sich der Sache nach um eine Vorauszahlung. Die Gegenleistung zu dieser Vorleistung wird bei Einlösung des Gutscheins erbracht.
Zwischen Vorauszahlung und Einlösung unterliegt der Erwerber einem Vorleistungsrisiko. Es besteht die Gefahr, dass der Schuldner in Insolvenz gerät und dadurch die Gegenleistung ausfällt.

## Rechtsfragen
Der Gutschein ist weder ein Wertpapier noch ein Legitimationszeichen. Vielmehr handelt es sich um Inhaberzeichen nach § 807 BGB, die den Begünstigten nicht benennen (müssen) und bei denen der Verpflichtungswille des Ausstellers darauf gerichtet ist, die Leistung an jeden Inhaber zu erbringen. Da § 807 BGB auf die § 793 Abs. 1 BGB, § 794 BGB, § 796BGB und § 797 BGB verweist, nehmen Inhaberzeichen – und damit auch der Gutschein – die Funktion von Inhaberpapieren wahr. Zu dieser Kategorie gehören auch Eintrittskarten, Fahrkarten oder Rabattmarken.

## Situation in Deutschland
Gutscheine sind „kleine Inhaberpapiere“, die als Geldersatzmittel weitergegeben werden können, auch wenn sie auf einen bestimmten Namen ausgestellt worden sind. Ein Anspruch auf Barauszahlung des Gutscheinwerts besteht aber grundsätzlich nicht; ausnahmsweise kann er zu bejahen sein, wenn beispielsweise ein bestimmtes im Gutschein benanntes Produkt oder eine Dienstleistung nicht mehr von dem Verpflichteten erbracht wird.

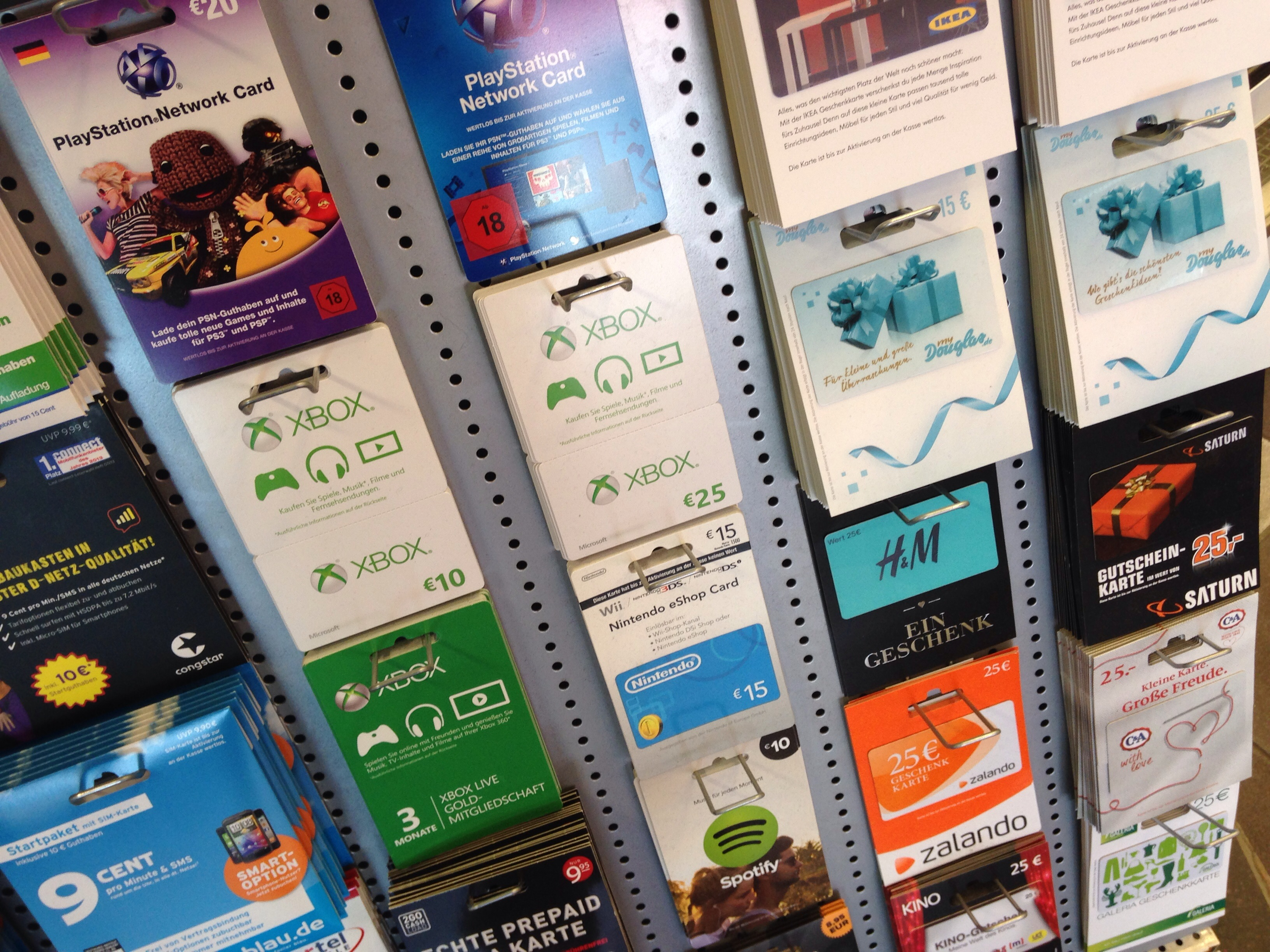
Unterschiedliche Gutscheinkarten

Gutscheine verjähren seit der Schuldrechtsreform aus dem Jahre 2002 innerhalb der regelmäßigen Frist von drei Jahren nach Ausstellung (§ 195 BGB), gerechnet vom 31. Dezember des Ausstelljahres (§ 199 BGB). Etwas anderes gilt nur, wenn der Gutschein befristet ist, sofern die Frist nach den Gepflogenheiten des jeweiligen Geschäftszweiges ihrerseits „angemessen“ ist; ist diese Frist jedoch zu kurz bemessen, richtet sich die Gültigkeit nach den allgemeinen Verjährungsregeln (3 Jahre). Das soll nach der ständigen Rechtsprechung bei einem Gutschein der Fall sein, der weniger als ein Jahr gültig sein soll. Dies gilt aber nicht für Leistungen, die ihrer Natur nach nur kurze Zeit möglich sind, wie ein Besuch einer bestimmten Theaterproduktion. Auch bei Gutscheinen über bestimmte Dienstleistungen (einmal Haareschneiden) kann eine kürzere Geltungsdauer wirksam vereinbart werden, weil die Kosten des Ausstellers sonst mit zunehmendem zeitlichem Ablauf durch die steigenden Preise nicht mehr gedeckt wären. In diesem Fall ist es vorteilhaft, einen Schein über einen bestimmten Wert erteilen zu lassen.
Nach Ablauf einer wirksamen Befristung des Gutscheins ist der Händler nicht mehr verpflichtet, diesen einzulösen. Vor Ende der Verjährungsfrist nach § 195, § 199 BGB kann der Inhaber des Gutscheins dann jedoch den Geldwert abzüglich des entgangenen Gewinns aus § 812 BGB verlangen.
In Deutschland zählen Geschenkgutscheine 2014 zu den beliebtesten Geschenken (z. B. zu Weihnachten) – noch vor Büchern, Süßwaren, Kleidung und Spielwaren. 2012 waren diese noch auf Platz drei. In dieser Geschenkkategorie geben die Deutschen am meisten Geld aus. Weitere Studien haben ergeben, dass 6 % der verschenkten Gutscheine länger als ein Jahr nicht eingelöst werden.

## Situation in der Schweiz
In der Schweiz verjähren Gutscheine abhängig von der Art der Forderung nach fünf oder zehn Jahren unabhängig davon, ob darauf eine Gültigkeitsdauer vermerkt ist. Der Ablauf der Gültigkeitsdauer führt allerdings dazu, dass die abgemachte Leistung nicht mehr geschuldet ist. Das investierte Geld bekommt man zurück, falls diese Forderung nicht selbst schon verjährt ist. Bestimmungen des nationalen und internationalen Konsumentenschutzes bleiben vorbehalten.
Gutscheine können Einschränkungen aufweisen, wie „Nicht kumulierbar mit anderen Rabatten“. Solche Einschränkungen sind verbindlich, sofern sie auf dem Gutschein vermerkt sind.
Entgegen der hohen Beliebtheit von Gutscheinen als Geschenke der Deutschen gehören Gutscheine in der Schweiz erst zu den drittbeliebtesten Geschenken zu Weihnachten.

## Situation in Österreich
Nach einer Entscheidung des österreichischen Obersten Gerichtshofs vom 28. Juni 2012 ist eine Befristung von Gutscheinen nur bei Vorliegen eines sachlich gerechtfertigten Grundes wirksam. Ist am Gutschein keine Gültigkeitsdauer angegeben, verjährt die Forderung entsprechend der allgemeinen Verjährungsfrist gemäß § 1478 Allgemeines Bürgerliches Gesetzbuch nach 30 Jahren.

## Internet
Ein Gutschein kann auch online in Form eines elektronischen (E-)Gutscheins verwendet werden. In der Regel sind die Gutscheine dann jedwede Art von Zahlen- oder Buchstabencode (Online Couponing). Diese Arten von Gutscheinen können beim Online-Shopping eingegeben werden, und man bekommt die entsprechenden Nennwerte für die Bestellung gutgeschrieben.
Viele Unternehmen haben sich ab ca. 2008/2009 dafür entschieden, Gutscheincodes herauszugeben. Es gibt viele Internet-Websites, die diese Angebote und Gutscheine gesammelt online anbieten (Gutscheinportale), sowie auch Facebook-Gruppen, die Ermäßigungen für Studenten oder Nimm 2-Zahl-1 Gutschein-Angebote anbieten. Laut des Gutscheinportals Gutscheine.de (RTL interactive) bestand 2013 bei Rabattgutscheinen ein Einsparpotenzial von 15 % (2011: 10 %), wobei hier ein Unterschied zu Rabatten für Neukunden gemacht wird (bis zu 20 %). Durch Gutscheine als Marketinginstrument können gezielt Kaufanreize geschaffen werden, um das eigene Marketingziel zu erreichen. Je nach Strategie gibt es die Möglichkeit, bestimmte Produkte oder Dienstleistungen abzuverkaufen oder Bestandskunden zum erneuten Kauf zu bewegen. Zudem gibt es die Möglichkeit, Neukunden zu akquirieren oder den durchschnittlichen Warenkorbwert pro Kunde anzuheben.
Über ein Drittel der Online-Einkäufer haben bereits einen Rabattgutschein für das Internet genutzt – über die Hälfte nutzt diese sogar regelmäßig (1–2 mal in drei Monaten).